# Shrewsbury Challenger
Lo Shrewsbury Challenger è stato un torneo professionistico di tennis giocato su campi in cemento indoor. Faceva parte dell'ATP Challenger Series. Si giocava annualmente a Shrewsbury in Gran Bretagna.

## Albo d'oro

### Singolare
| Anno | Campione        | Finalista     | Punteggio     |
| ---- | --------------- | ------------- | ------------- |
| 2006 | Alex Bogdanović | Miša Zverev   | 4–6, 6–4, 6–4 |
| 2007 | Igor' Kunicyn   | Igor Sijsling | 6–2, 6–4      |

### Doppio
| Anno | Campioni                          | Finalisti                    | Punteggio |
| ---- | --------------------------------- | ---------------------------- | --------- |
| 2006 | Philipp Marx Frederik Nielsen (1) | Lars Burgsmüller Miša Zverev | 6–4, 6–4  |
| 2007 | Frederik Nielsen (2) Rasmus Norby | Edward Allinson Ian Flanagan | 6–3, 6–2  |